# Льюїстон (Айдахо)
Льюїстон (англ. Lewiston) — окружний центр округу Нез-Перс, штат Айдахо, США. Згідно з переписом 2010 року населення становило 31894 особи, що на 990 осіб більше, ніж 2000 року.

## Географія
Льюїстон розташований за координатами 46°23′35″ пн. ш. 116°59′36″ зх. д. / 46.39306° пн. ш. 116.99333° зх. д. (46.393130, -116.993472).  За даними Бюро перепису населення США в 2010 році місто мало площу 46,73 км², з яких 44,63 км² — суходіл та 2,10 км² — водойми.

### Клімат
| Клімат : Льюїстон       | Клімат : Льюїстон | Клімат : Льюїстон | Клімат : Льюїстон | Клімат : Льюїстон | Клімат : Льюїстон | Клімат : Льюїстон | Клімат : Льюїстон | Клімат : Льюїстон | Клімат : Льюїстон | Клімат : Льюїстон | Клімат : Льюїстон | Клімат : Льюїстон | Клімат : Льюїстон |
| Показник                | Січ.              | Лют.              | Бер.              | Квіт.             | Трав.             | Черв.             | Лип.              | Серп.             | Вер.              | Жовт.             | Лист.             | Груд.             | Рік               |
| Абсолютний максимум, °C | 18,9              | 22,2              | 26,7              | 36,7              | 40,0              | 43,9              | 47,2              | 46,1              | 42,2              | 34,4              | 25,0              | 19,4              | 47,2              |
| Середній максимум, °C   | 5,3               | 8,1               | 12,7              | 16,8              | 21,6              | 25,8              | 31,8              | 31,6              | 25,7              | 17,0              | 9,0               | 4,2               | 17,5              |
| Середній мінімум, °C    | −1,3              | −0,6              | 2,0               | 4,6               | 8,3               | 11,9              | 15,3              | 15,1              | 10,6              | 5,1               | 1,2               | −2,2              | 5,8               |
| Абсолютний мінімум, °C  | −30               | −27,8             | −16,7             | −6,7              | −5                | 1,1               | 5,0               | 5,0               | −2,8              | −9,4              | −19,4             | −30,6             | −30,6             |
| Норма опадів, мм        | 27                | 20                | 29                | 34                | 41                | 31                | 17                | 18                | 17                | 24                | 30                | 25                | 313               |
| Днів з опадами          | 10,0              | 8,5               | 11,2              | 10,2              | 10,6              | 8,8               | 4,6               | 4,1               | 4,9               | 7,9               | 11,4              | 10,6              | 102,8             |
| Днів зі снігом          | 2,5               | 1,9               | 0,7               | 0                 | 0                 | 0                 | 0                 | 0                 | 0                 | 0                 | 1,4               | 4,1               | 10,6              |
| ----------------------- | ----------------- | ----------------- | ----------------- | ----------------- | ----------------- | ----------------- | ----------------- | ----------------- | ----------------- | ----------------- | ----------------- | ----------------- | ----------------- |
| Джерело: NOAA           |                   |                   |                   |                   |                   |                   |                   |                   |                   |                   |                   |                   |                   |

## Демографія

### Перепис 2010 року
За даними перепису 2010 року, у місті проживало 31 894 особи в 13 324 домогосподарствах у складі 8 201 родин. Густота населення становила 714,7 ос./км². Було 14 057 помешкань, середня густота яких становила 315,0/км². Расовий склад міста: 93,9% білих, 0,3% афроамериканців, 1,7% індіанців, 0,8% азіатів, 0,1% тихоокеанських остров'ян, 0,7% інших рас, а також 2,4% людей, які зараховують себе до двох або більше рас. Іспанці та латиноамериканці незалежно від раси становили 2,8% населення.
Із 13 324 домогосподарств 27,8% мали дітей віком до 18 років, які жили з батьками; 47,0% були подружжями, які жили разом; 10,3% мали господиню без чоловіка; 4,3% мали господаря без дружини і 38,4% не були родинами. 30,2% домогосподарств складалися з однієї особи, у тому числі 12,8% віком 65 і більше років. У середньому на домогосподарство припадало 2,32 мешканця, а середній розмір родини становив 2,87 особи.
Середній вік жителів міста становив 39,9 року. Із них 21,5% були віком до 18 років; 10,8% — від 18 до 24; 23,8% від 25 до 44; 25,6% від 45 до 64 і 18,2% — 65 років або старші. Статевий склад населення: 49,2% — чоловіки і 50,8% — жінки.
Середній дохід на одне домашнє господарство  становив 58 309 доларів США (медіана — 46 536), а середній дохід на одну сім'ю — 68 862 долари (медіана — 59 154). Медіана доходів становила 43 920 доларів для чоловіків та 33 270 доларів для жінок. За межею бідності перебувало 11,6 % осіб, у тому числі 15,1 % дітей у віці до 18 років та 7,6 % осіб у віці 65 років та старших.
Цивільне працевлаштоване населення становило 15 631 осіб. Основні галузі зайнятості: освіта, охорона здоров'я та соціальна допомога — 23,3 %, виробництво — 14,4 %, роздрібна торгівля — 14,2 %.

### Перепис 2000 року
За даними перепису 2000 року в місті проживало 30 905 осіб у 12 795 домогосподарствах у складі 8 278 родин. Густота населення становила 723,2 ос./км². Було 13 394 помешкання, середня густота яких становила 313,4/км². Расовий склад міста: 95,14% білих, 0,30% афроамериканців, 1,59% індіанців, 0,76% азіатів, 0,08% тихоокеанських остров'ян, 0,51% інших рас, а також 1,61% людей, які зараховують себе до двох або більше рас. Іспанці та латиноамериканці незалежно від раси становили 1,91% населення.
Із 12 795 домогосподарств 28,7% мали дітей віком до 18 років, які жили з батьками; 51,3% були подружжями, які жили разом; 9,3% мали господиню без чоловіка, і 35,3% не були родинами. 27,9% домогосподарств складалися з однієї особи, у тому числі 12,0% віком 65 і більше років. У середньому на домогосподарство припадало 2,36 мешканця, а середній розмір родини становив 2,88 особи.
Віковий склад населення: 23,3% віком до 18 років, 10,7% від 18 до 24, 26,7% від 25 до 44, 22,3% від 45 до 64 і 17,0% від 65 років і старші. Середній вік жителів — 38 року. Статевий склад населення: 48,8 % — чоловіки і 51,2 % — жінки.
Середній дохід домогосподарств у місті становив $36 606, родин — $45 410. Середній дохід чоловіків становив $35 121 проти $22 805 у жінок. Дохід на душу населення в місті був $19 091. Приблизно 8,4% родин і 12,0% населення перебували за межею бідності, включаючи 15,2% віком до 18 років і 6,5% — 65 років або старші.

## Персоналії
- Джулі Гібсон (1913-2019) — американська актриса та співачка.